# Ragnarök (opera)

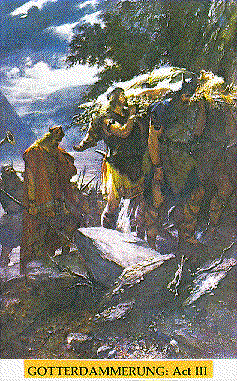
Ferdinand Leeke 1859-1925: Gotterdämrung

Ragnarök, WWV 86D, (tyska: Götterdämmerung) är en tysk opera i en prolog och tre akter med musik och text av Richard Wagner. Den utgör sista delen av operatetralogin Nibelungens ring. Den hade premiär under de första Festspelen i Bayreuth på Bayreuth Festspielhaus i Bayreuth den 17 augusti 1876, som en del av det första fullständiga framförandet av hela verket.
Titeln är ett tysk lånord av det fornnordiska Ragnarök, som i nordisk mytologi syftar på ett förutsagt krig mellan olika varelser och gudar som i slutändan resulterar i att världen brinner, sänks ner i vatten och förnyas. Liksom i resten av Ringen skiljer sig dock Wagners redogörelse avsevärt från dessa fornnordiska källor.
Den svenska premiären ägde rum på Stockholmsoperan den 28 februari 1907 och den iscensattes åter med premiär den 26 mars 1970.
Berlinerfilharmonikerna gav sin sista konsert i Tredje riket kvällen den 12 april 1945 i Berlin (dagarna innan slaget om Berlin inleddes) med slutscenerna ur Wagners Ragnarök som huvudnummer.

## Etymologi
Händelsen nämns både i Völvans spådom 1-66 i den poetiska Eddan som sammanställdes på 1200-talet utifrån tidigare källor, och i Snorres edda, skriven på 1200-talet av Snorre Sturlasson. I Snorres edda, och i en dikt i den poetiska eddan, nämns händelsen vid namn som Ragnarökr eller Ragnarökkr ("Gudarnas skymning") Begreppet "Gudarnas skymning" är med all säkerhet en poetisk term som uppstod då orden var så snarlika.
Ordet ragnarök är inlånat från fornvästnordiska: ragnarǫk (isländska: ragnarók) består av två ord: ragna och rǫk. Förledet betyder ”frammana” och ”trolla” och används ofta som ord för skapargudar och/eller gudamakter som har just detta som attribut. Efterledet är det som egentligen är det mer intressanta i tolkningen av myten. Rǫk har många betydelser och dessa är: ”utveckling, ursprung, öde, koppling och verkan”. Traditionellt har man översatt ragnarǫk antingen som ”makternas undergång” eller ”gudarnas sista öde”. Dock tillåts alternativa översättningar. Ordet "rök" antyder mer än bara öde, utan mer ett resultat av handlingar, med tankarna riktade till ”orsak och verkan”. Detta skulle antyda att händelserna vid Ragnarök är resultaten av utvecklingen av gudarnas handlingar sedan de skapade världen: Frejs förlust av sitt magiska svärd, Lokes mord på Balder, att gudarna fjättrade Fenris osv. Dessutom kan ordet lika gärna betyda ”gudarnas Ursprung”.

## Tillkomsthistoria

### Siegfrieds Tod
Som ett led i förberedelserna inför den planerade operan om Siegfried förberedde Wagner först en förstudie till de relevanta germanska och nordiska myterna, Die Nibelungensage. Detta långa prosascenario, som färdigställdes den 4 oktober 1848, innehåller en översikt över hela Ringcykeln från början till slut, även om det inte finns några bevis för att Wagner vid denna tid planerade mer än en enda opera om Siegfrieds död. När han gjorde en kopia av denna text den 8 oktober gav han den namnet Die Sage von den Nibelungen. I den samlade utgåvan av hans verk (Gesammelte Schriften und Dichtungen) har den titeln Der Nibelungen-Mythus: als Entwurf zu einem Drama (Nibelungenmyten: utkast till ett drama).
Vid utarbetandet av detta prosascenario använde Wagner ett antal verk ur den germanska och skandinaviska mytologin, både primärtexter (vanligtvis i moderna tyska översättningar, även om Wagner hade viss kunskap i fornnordiska och medelhögtyska) och kommentarer till dem. De viktigaste av de förra var Völsungasagan, den Poetiska Eddan, Snorres Edda, Nibelungenlied och Didrikssagan, medan de viktigaste av de senare var Jacob Grimms Deutsche Mythologie och Wilhelm Grimms Den tyske hjältens saga. Utöver dessa valde Wagner dock ut olika detaljer från minst tjugotvå andra källor, inklusive ett antal viktiga filosofiska texter som informerade om ringens symbolik. Wagner motsade sina källor på olika punkter, eftersom källorna inte alltid stämmer överens med varandra, utan omformar olika berättelser till kontinuerliga berättelser och skapar nya, minnesvärda karaktärer genom att kombinera mindre karaktärer från olika källor. Det slutliga scenariot är ändå en unik återberättelse av de ursprungliga myterna om att Nibelungenlied var på sin tid.

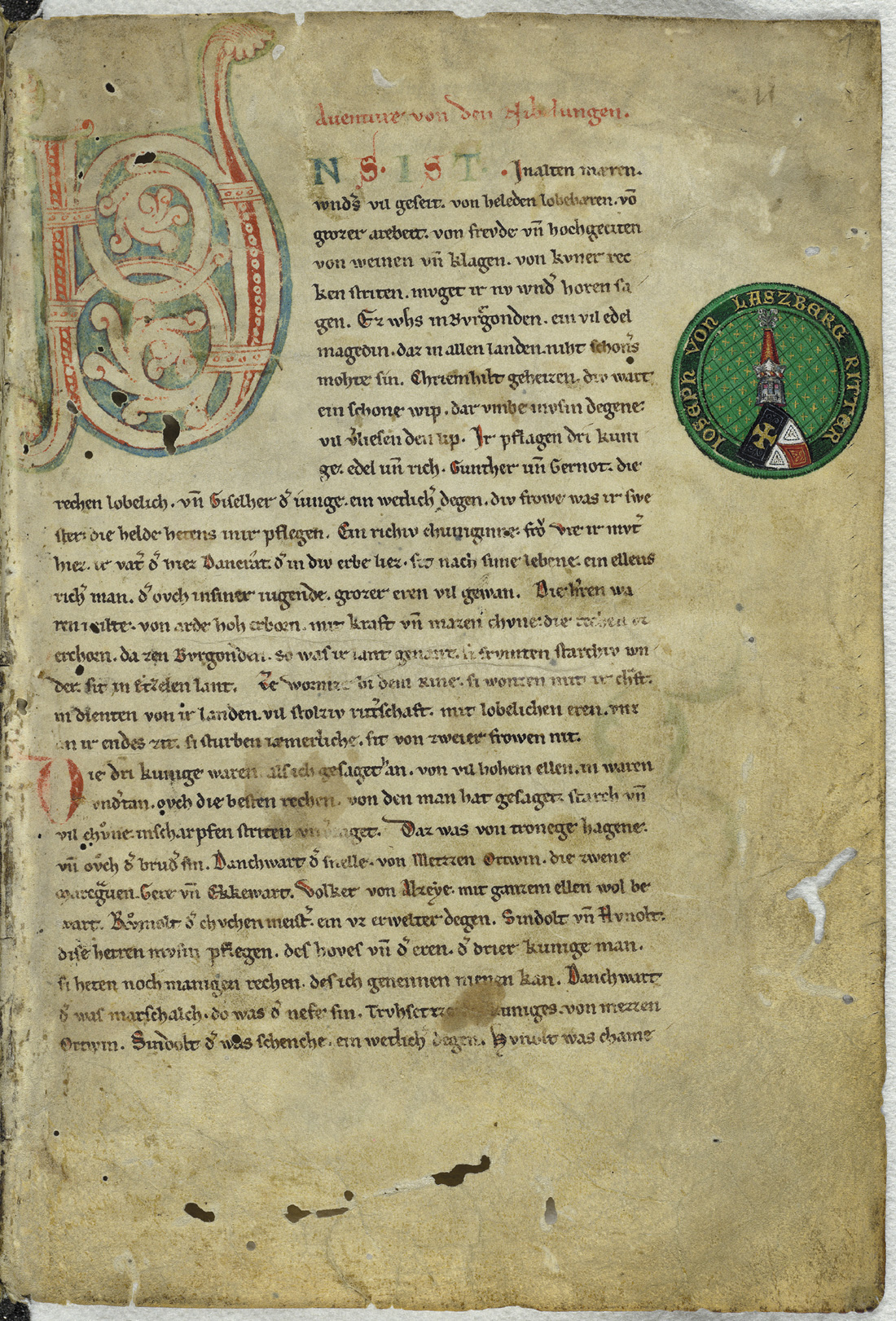
Nibelungenlied: en viktig inspirationskälla, manuskript ca 1230.

Eftersom Die Sage von den Nibelungen redan innehöll en detaljerad redogörelse för den dramatiska handlingen i den föreslagna operan, försummade Wagner att utarbeta prosaskisser enligt sin vanliga praxis. I stället skrev han omedelbart ett prosautkast till det nya verket, som skulle få namnet Siegfrieds Tod (Siegfrieds död). Den 28 oktober 1848 läste Wagner prosautkastet till Siegfrieds Tod för Eduard Devirient, och efter några kritiska kommentarer från den senare om ämnets tvetydighet förberedde han en prolog i två scener som fyllde i en del av bakgrundshistorien. Detta nya utkast till prosa skrevs nästan helt i dialog, och mycket av det låg redan mycket nära den slutliga versform som den skulle få. Den 12 november var det reviderade utkastet till Siegfrieds Tod färdigt, och den 28 november hade den omvandlats till allitterativ vers och blev samtidigt ett fullfjädrat libretto för en treaktsopera med en prolog i två scener. Månaden därpå förberedde Wagner (förmodligen) den första renskriften (Zweitschrift des Textbuches), men nästan omedelbart reviderades verket grundligt och en andra kopia (Drittschrift des Textbuches) utarbetades för att återspegla dessa revideringar. Det var i detta skede som avsnittet som är känt som "Hagens vakt" (den sista delen av akt 1, scen 2) gjorde sin entré.
Med sin tvåstegsprolog och treaktsstruktur var Siegfrieds Tod av allt att döma ett utkast till det som skulle komma att bli den sista delen i tetralogin, Ragnarök. Vid det här laget verkar det dock som om Wagner tvivlade på tanken på att skriva en opera om ett så obskyrt ämne. Inte ens i Tyskland var Nibelungenlied särskilt välkänd, och flera av de andra källorna han konsulterade var ännu mer svårfattliga. Oavsett anledning är det ett faktum att Wagner, efter att ha avslutat librettot till Siegfrieds Tod, lade sitt arbete åt sidan och vände sin uppmärksamhet mot andra projekt. Mellan december 1848 och mars 1850 skrev han flera inflytelserika essäer, några av dem ganska långa. Han tillbringade också mycket av denna tid med att utarbeta detaljerade scenarier för flera andra operor om en mängd historiska och mytiska figurer: Jesus Kristus, Akilles, Friedrich Barbarossa och Wieland der Schmied. Ingen av dessa operor såg någonsin dagens ljus, även om en musikalisk skiss har bevarats till Jesus von Nasaret..

### Triologi
Det tidigaste omnämnandet som finns av en festivalteater speciellt uppförd för en föreställning av Siegfrieds Tod återfinns i ett brev till konstnären Ernst Benedikt Kietz, daterat den 14 september 1850. En vecka senare, i ett brev till sin vän Theodor Uhlig, utvecklade Wagner denna idé: nu hoppades han kunna sätta upp tre föreställningar av Siegfrieds Tod på en specialbyggd festivalteater, varefter både teatern och partituret skulle förstöras: "Om allt är arrangerat på ett tillfredsställande sätt kommer jag att tillåta att tre föreställningar av Siegfrieds [det vill säga Siegfrieds Tod] ges under en vecka under dessa omständigheter: Efter den tredje föreställningen kommer teatern att rivas och mitt partitur att brännas..."
Så småningom började idén om en trilogi av operor som kulminerade i Siegfrieds Tod ta form i Wagners sinne. Idén var inte ny. År 1847 hade han läst och blivit djupt imponerad av Aischylos grekiska trilogi Orestien i en tysk översättning av Johann Gustav Droysen; och 1849, efter att ha flytt från Dresden, hade han läst Drøysens rekonstruktion av samma dramaturgs trilogi, Prometheus-trilogin, som innehåller den välkända tragedin om Den fjättrade Prometheus. Det verkade inte mer än rätt att en liknande trilogi av tyska tragedier, skriven av en sentida Aischylos, skulle framföras på en egen dedikerad teater och som en del av en "särskilt utsedd festival".
Tanken på att utvidga Siegfrieds Tod till en serie av två eller flera operor skulle ha varit särskilt tilltalande för Wagner, eftersom han nu hade förstått att det skulle vara omöjligt att säga allt han ville i en enda opera utan ett alltför stort antal utvikningar. De senaste årens politiska händelser och hans senaste upptäckt av Ludwig Feuerbachs filosofi har utvidgat det omfång av idéer som han hoppades utforska i sin nya opera. Han ville också införliva olika idéer som han hade övervägt i verk av Jesus, Fredrik, Akilles och Wieland (som alla fyra nu hade övergivits). Dessa idéer sträckte sig från Pierre-Joseph Proudhons och Michail Bakunins politik till Hegels och unghegelianernas filosofi.
Vintern 1850–1851, under arbetet med essän Oper und Drama, lekte Wagner med tanken på att skriva en komisk opera baserad på en välkänd folksaga, Vor einem, der auszug, das Fürchten zu lernen (Sagan om den som gav sig ut för att lära sig fruktan), som han hade stött på i bröderna Grimms sagor. "Döm om min förvåning", skrev han senare till sin vän, violinisten Theodor Uhlig, "när jag plötsligt insåg att denne yngling inte var någon annan än den unge Siegfried!" Det tidigaste omnämnandet av en festival med tre operor baserade på Nibelungenlied är i det självbiografiska verket Eine Mittheilung an meine Freunde, som Wagner ursprungligen skrev i augusti 1851: "Jag avser att producera min myt i tre fullständiga dramer..." Der junge Siegfried och Siegfrieds Tod betraktades nu tydligt som det andra och tredje dramat i en trilogi. I oktober hade Wagner dock bestämt sig för att denna trilogi krävde ett förspel. Han tänkte återigen på Aischylos och de gamla grekerna, vars trilogier vanligtvis åtföljdes av ett satyrspel, och texten av Eine Mittheilung hade ändrats för att återspegla förändringen. Till den ovan citerade meningen lade han till orden "som kommer att föregås av ett längre förspel". Wagner hänvisade dock alltid till Ringen som en trilogi snarare än en tetralogi. Han föreställde sig att den skulle framföras som en del av en tredagarsfestival som föregicks av en Vorabend (förnatt).
I oktober 1851 förberedde Wagner en kort prosaskiss till den inledande opera som skulle föregå själva trilogin. Han vacklade kring verkets titel och prövade Der Raub: Vorspiel (Stölden: Preludium), Der Raub des Rheingoldes (Den stulna Rhenguldet) och Rhenguldet (Vorspiel). Månaden därpå förberedde han några prosaskisser till det första av de tre huvuddramerna, Siegmund und Sieglinde: der Valkyre Bestrafung (Siegmund och Sieglinde: Valkyrians straff). Mellan mars och november 1852 utarbetade han dessa korta skisser enligt sin vanliga praxis och utvecklade prosautkast från dem, som han sedan omvandlade till versutkast. Vid den tiden hade han döpt om operorna till Rhenguldet respektive Valkyrian.

### Komponerande
Wagner var otålig att fullborda sin episka cykel och började arbeta på det preliminära utkastet till Ragnarök den 2 oktober 1869, medan han fortfarande arbetade på akt 3 av Siegfried. Det skulle inte finnas någon renskrivning av denna sista opera i cykeln, så de tre akterna genomgick bara tre stadier: preliminärt utkast, orkesterskiss och partiturmanus. Wagner hade ändrat sitt modus operandi igen under arbetet med de två sista akterna av Mästersångarna i Nürnberg: nu hade han för vana att färdigställa båda de fullständiga utkasten till varje akt i tur och ordning innan han började med partituret för hela operan. Komponerandet av Ragnarök gick utan större svårigheter, eftersom Wagner nu var väl förtrogen med sitt musikaliska material och sin utvidgade orkester. Det blev ett kort avbrott över julen, men arbetet återupptogs i början av det nya året (9 januari 1870). Det andra fullständiga utkastet - orkesterutkastet - påbörjades bara två dagar senare, och Wagner arbetade med båda utkasten samtidigt. Det var inte förrän den 5 februari 1871 som färdigställandet av Siegfried gav honom tid att koncentrera sig på Ragnarök. Sommaren 1871 var både utkasten till prologen och akt 1 klara, och Wagner hade påbörjat det preliminära utkastet till akt 2. Orkesterutkastet påbörjades dock inte förrän den 18 november samma år. Akt 2 var klar i slutet av året. Någon gång under 1871 eller 1872 gjorde Wagner ett versutkast till det så kallade Schopenhauer-slutet för akt 3 av Ragnarök, även om det inte användes. Detta var inte den enda ändringen han gjorde i texten i akt 3. När han tonsatte denna akt bestämde han sig för att Gutrune skulle dö (i tidigare utkast svimmade hon bara). Under repetitionerna inför uruppförandet i Bayreuth 1876 påpekade Wagner för sin assistent Heinrich Porges exakt hur snabbt hon dog.
Arbetet med det preliminära utkastet till akt 3 påbörjades den 4 januari 1872 och följdes kort därefter av orkesterutkastet. Det förstnämnda färdigställdes den 9 april och det senare den 22 juli. I april samma år lämnade Wagner och hustrun Cosima Tribschen och bosatte sig i Bayreuth, den lilla stad i Bayern där en festivalteater skulle byggas inför premiären av Ringen. Ett år senare, den 28 april 1873, flyttade de in i Wahnfried, Wagners nya hus i Bayreuth. Den 3 maj 1873, bara fem dagar efter att han slagit sig ner i Wahnfried, började Wagner med den fullständiga partituren till Ragnarök. På julafton hade han kommit till slutet av första akten. Den 26 juni 1874 var andra akten klar och mindre än fem månader senare, den 21 november 1874, var partituret till hela operan klart. På den allra sista sidan skrev Wagner: Vollendet i Wahnfried am 21. November 1874. Ich sage nichts weiter !! RW ("Färdigställd i Wahnfried den 21 november 1874. Jag säger inget mer!! RW").

## Personer
| Roller            | Röstläge    | Premiärbesättning 17 augusti 1876 Dirigent: Hans Richter | Svensk premiärbesättning 22 februari 1907 Dirigent: Richard Henneberg |
| ----------------- | ----------- | -------------------------------------------------------- | --------------------------------------------------------------------- |
| Siegfried         | tenor       | Georg Unger                                              | Modest Menzinsky                                                      |
| Brünnhilde        | sopran      | Amalie Materna                                           | Magna Lykseth-Skogman                                                 |
| Gunther           | baryton     | Eugen Gura                                               | Åke Wallgren                                                          |
| Gutrune           | sopran      | Mathilde Weckerlin                                       | Göta Lindberg                                                         |
| Hagen             | bas         | Gustav Siehr                                             | Ernst Svedelius                                                       |
| Alberich          | baryton     | Karl Hill                                                | Emile Stiebel                                                         |
| Waltraute         | mezzosopran | Luise Jaide                                              | Julia Claussen                                                        |
| Första nornan     | kontraalt   | Johanna Jachmann-Wagner                                  | Julia Mandahl                                                         |
| Andra nornan      | mezzosopran | Josephine Schefsky                                       | Anna Edström                                                          |
| Tredje nornan     | sopran      | Friederike Grün                                          | Anna Bartels                                                          |
| Woglinde          | sopran      | Lilli Lehmann                                            | Davida Hesse                                                          |
| Wellgunde         | sopran      | Marie Lehmann                                            | Anna Lagergren                                                        |
| Flosshilde        | mezzosopran | Minna Lammert                                            | Anna Edström                                                          |
| Vasaller, kvinnor |             |                                                          |                                                                       |

## Handling

### Prolog. På valkyrieklippan
De tre nornorna spinner den gyllne ödestråden som förtäljer om det som varit, om det som är och om framtiden. En gång hängde ödestråden vid världsasken i vars skugga kunskapens källa flödade. Den första Nornan sjunger om Wotan som nyfiken på vishet drack av källan och skar sig ett spjut av trädets gren, men han fick betala med ena ögat. Den andra nornan sjunger om Wotans spjut som blev slaget i spillror av hjälten Siegfried och hur Wotan har låtit fälla världsasken så att visdomens källa torkat ut, och han har omgett gudaboningen Valhall med grenarna av det fällda trädet. Den tredje Nornan siar om att först när Rhendöttrarna har återfått guldet så att världen har befriats från ringens förbannelse, kommer eldguden Loge (Loke) bränna ner Valhall. Plötsligt trasslar och brister den gyllene tråden, deras makt är bruten. Aldrig mer ska de spinna ödets tråd. Med ett ångestskri klamrar de sig fast vid varandra och sjunker för evigt ner i jorden till mor Erda. Dagen gryr och den dystra tonbilden börjar sjuda av glädje och vi förflyttas till Brünnhildes klippa. Siegfried och Brünnhilde kommer ut ur sin grotta. Siegfried känner sig redan rastlös och vill ut i världen för att utföra nya bedrifter. Innan han drar iväg ger han sin älskade Alberichs ödesdigra ring som pant på sin trohet, men osynlighetshjälmen tar han med sig. Brünnhilde ger honom sin stridshäst Grane. (”Siegfrieds Rhenfärd”)

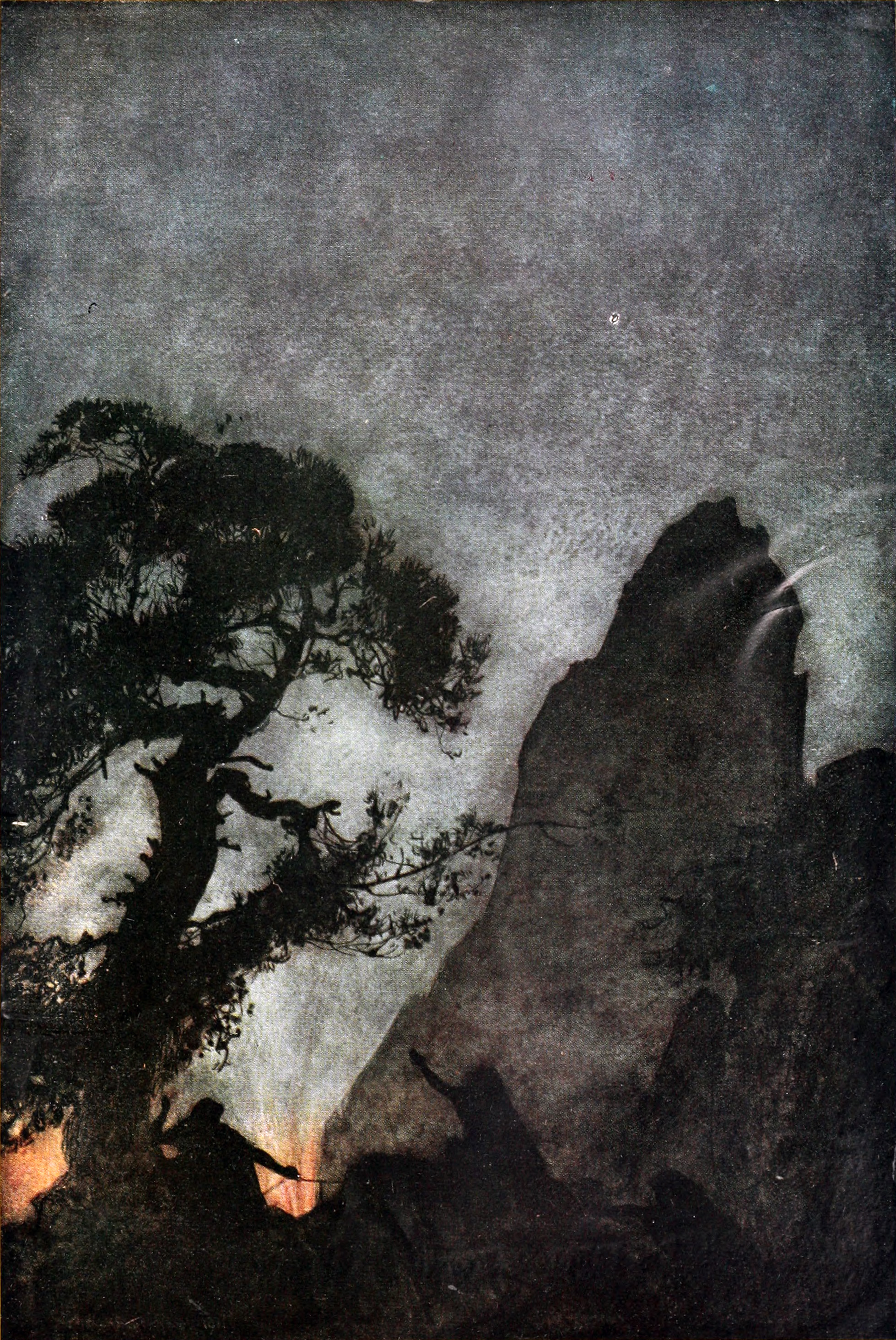
De tre nornorna spinner ödestråden.
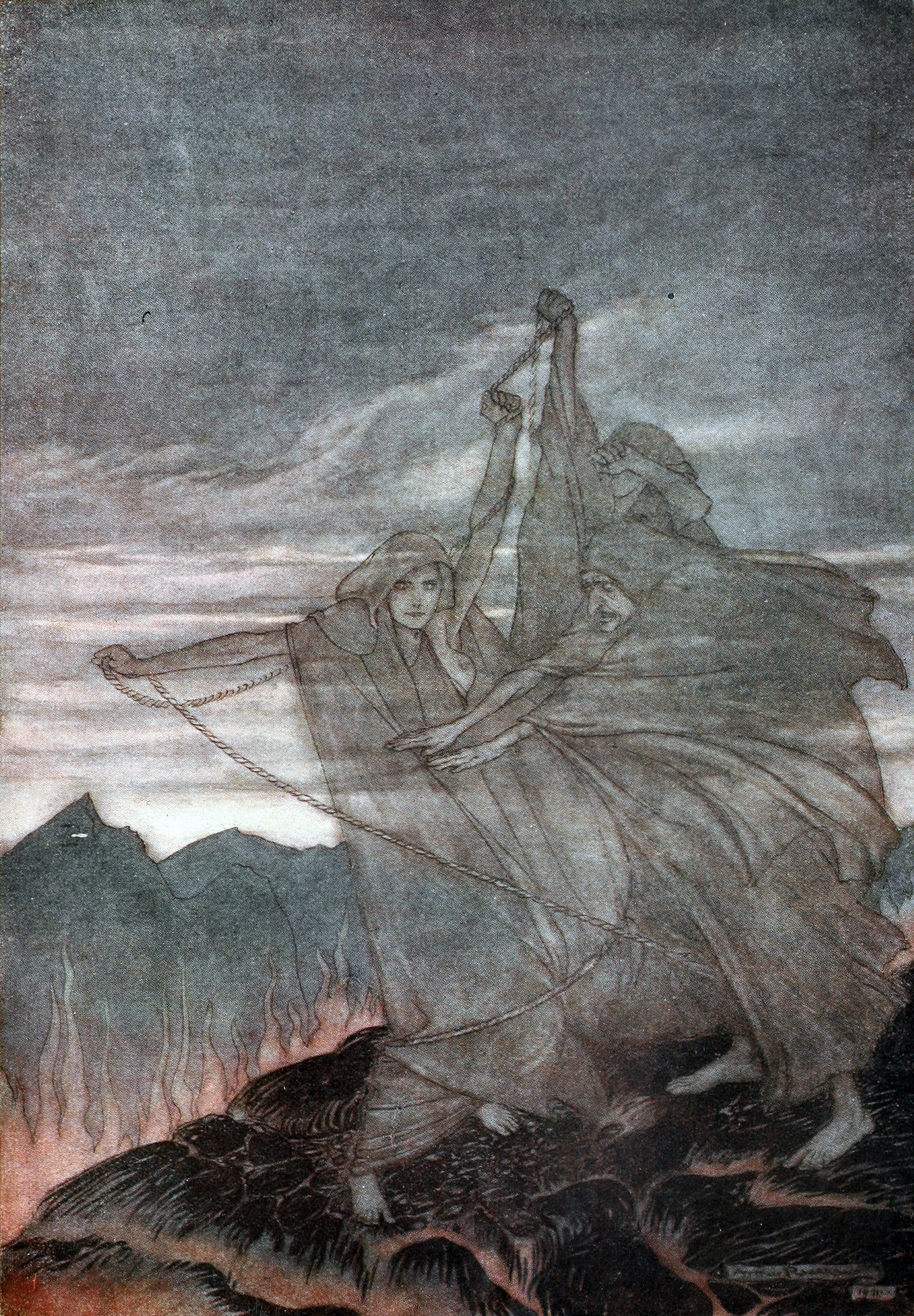
Efter att tråden har brustit försvinner nornorna för evigt.
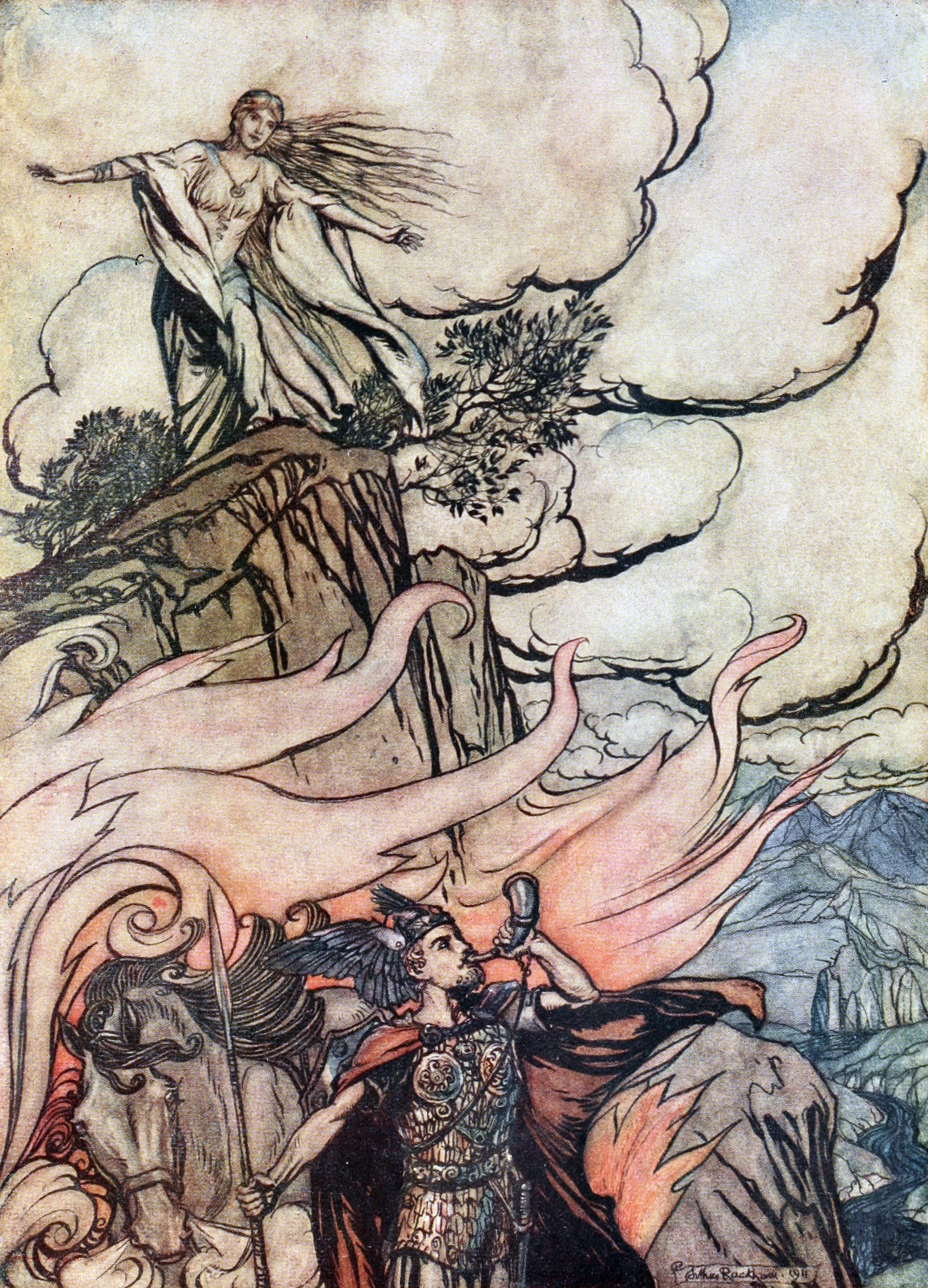
Brünnhilde tar farväl av Siegfried på hans Rhenfärd.

### Akt 1

#### Scen 1. Gibichungarnas sal vid Rhen
Gibichkungen Gunther frågar sin syster Gutrune och halvbrodern Hagen, son till Alberich, hur han ska öka sin ryktbarhet (”Nun hör Hagen, sage mir, Held”). Hagen drömmer om att erövra Nibelungens ring och ger Gunther råd som är lägliga för hans plan. Han förtiger sanningen om Siegfried och Brünnhilde och föreslår Gunther att han ska befria en vacker flicka som sover på en bergstopp omgiven av eldsflammor. Men först måste han försäkra sig om hjälp hos hjälten Siegfried. Han är den ende som vågar tränga igenom elden. Hagen visar ytterligare prov på sin slughet genom att få sina halvsyskon med på att ge Siegfried en kärleksdryck som bringar honom i Gutrunes makt och får honom att glömma Brünnhilde. Gunther och Gutrune går entusiastiskt med på Hagens onda plan.
De hör Siegfrieds horn i fjärran och Hagen beger sig ut för att inbjuda honom till Gibichungarnas hall. En båt glider in till stranden vid borgen och Siegfried stiger i land med hästen Grane. I ungdomligt övermod utmanar han Gibichkungen till att kämpa eller vara hans vän. Gunther ger honom sin vänskap och hälsar honom välkommen i sin krets. Siegfried berättar om nibelungarnas skatt, som han lät ligga i Fafners grotta så när som på hjälmen och ringen, som han har gett Brünnhilde. På Hagens uppmaning räcker Gutrune den förhäxade välkomstdrycken åt gästen. Så snart Siegfried tömt bägaren glömmer han Brünnhilde och brinner av begär efter Gutrune. Gunther lovar honom sin syster om han vill hjälpa honom med att vinna Brünnhilde. Den listige Hagen, som vet att Brünnhilde har ringen, föreslår att Siegfried med trollhjälmens hjälp ska anta Gunthers skepnad och hämta valkyrian ned till Rhen, där den verklige Gunther kan överta henne. Efter att ha beseglat avtalet med att blanda blod, drar Gunther och Siegfried iväg till Brünnhildes klippa, medan Hagen bevakar Gibichungarnas högkvarter  (”Hier sitz’ ich zur Wacht, wahre den Hof”).

#### Scen 2. Brünnhildes klippa
Brünnhilde betraktar med vemod den ring som Siegfried givit henne. Då kommer hennes syster, valkyrian Waltraute ridande på sin häst. Hon uppmanar Brünnhilde att återlämna ringen till Rhendöttrarna, för att världen därigenom ska lösas från förbannelsen (”Seit er von dir geschieden, zur Schlacht nicht mehe schickte und Wotan”). Men Brünnhilde vägrar bestämt att lämna ifrån sig det enda minnet av sin älskade. Ringen är för henne värd mer än alla Valhalls gudar, och Waltraute måste ge sig iväg med oförrättat ärende.
Då ljuder plötsligt Siegfrieds horn. Brünnhilde springer glädjestrålande för att möta honom, men stannar förfärad då hon ser en främmande man spränga igenom lågorna. Hon vägrar bli hans brud och litar på ringens makt, men den främmande river ringen av hennes finger och befaller henne att följa honom till hans boning. Utan att veta att han sviker sin egen brud, drar Siegfried sitt svärd och svärjer trohet mot Gunther (”Jetzt bist du mein, Brünnhilde, Gunthers Braut”). Då natten faller på sover Siegfried med sitt svärd mellan sig och Brünnhilde.

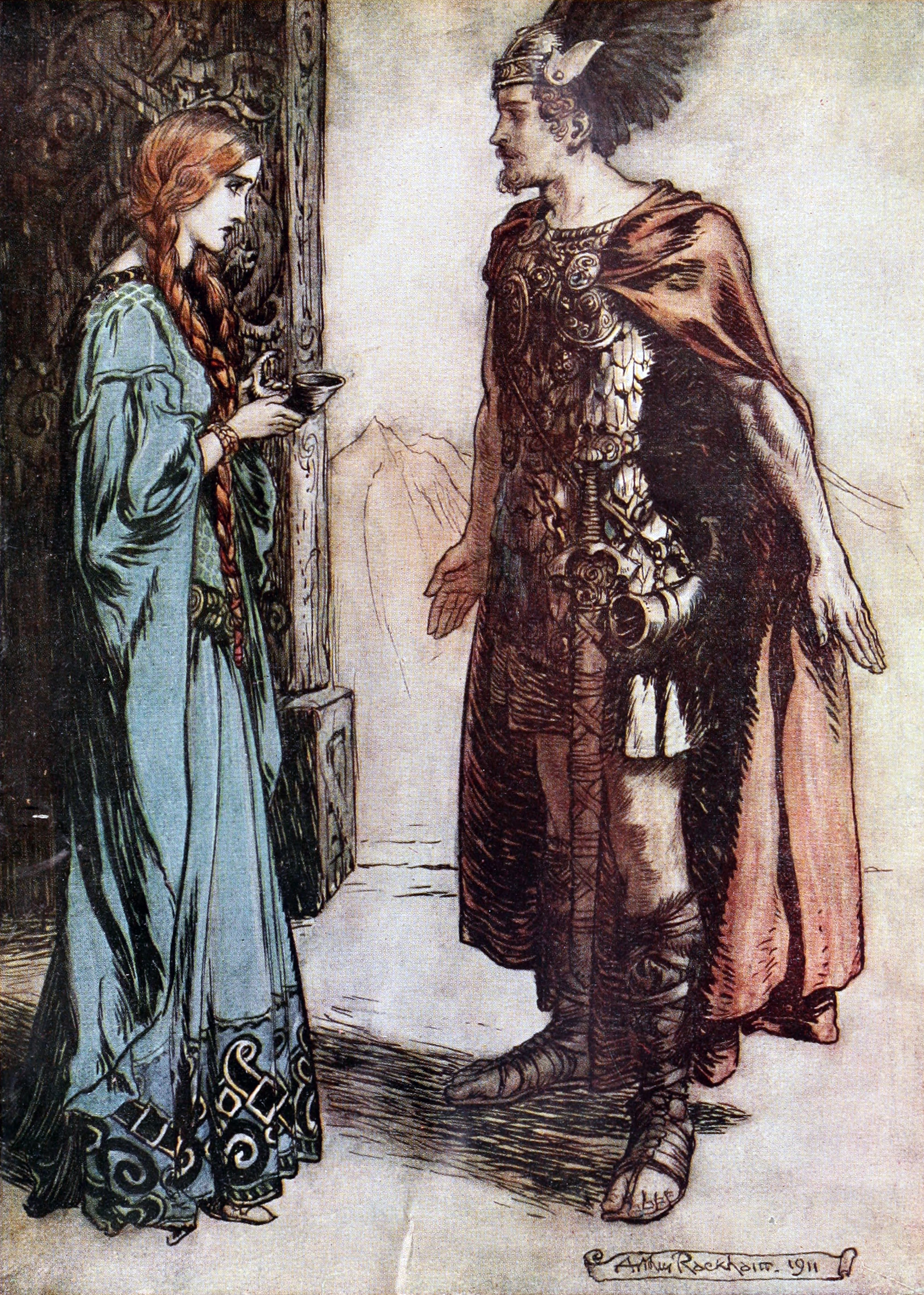
Efter att ha druckit trolldrycken förälskar sig Siegfried i Gutrune.
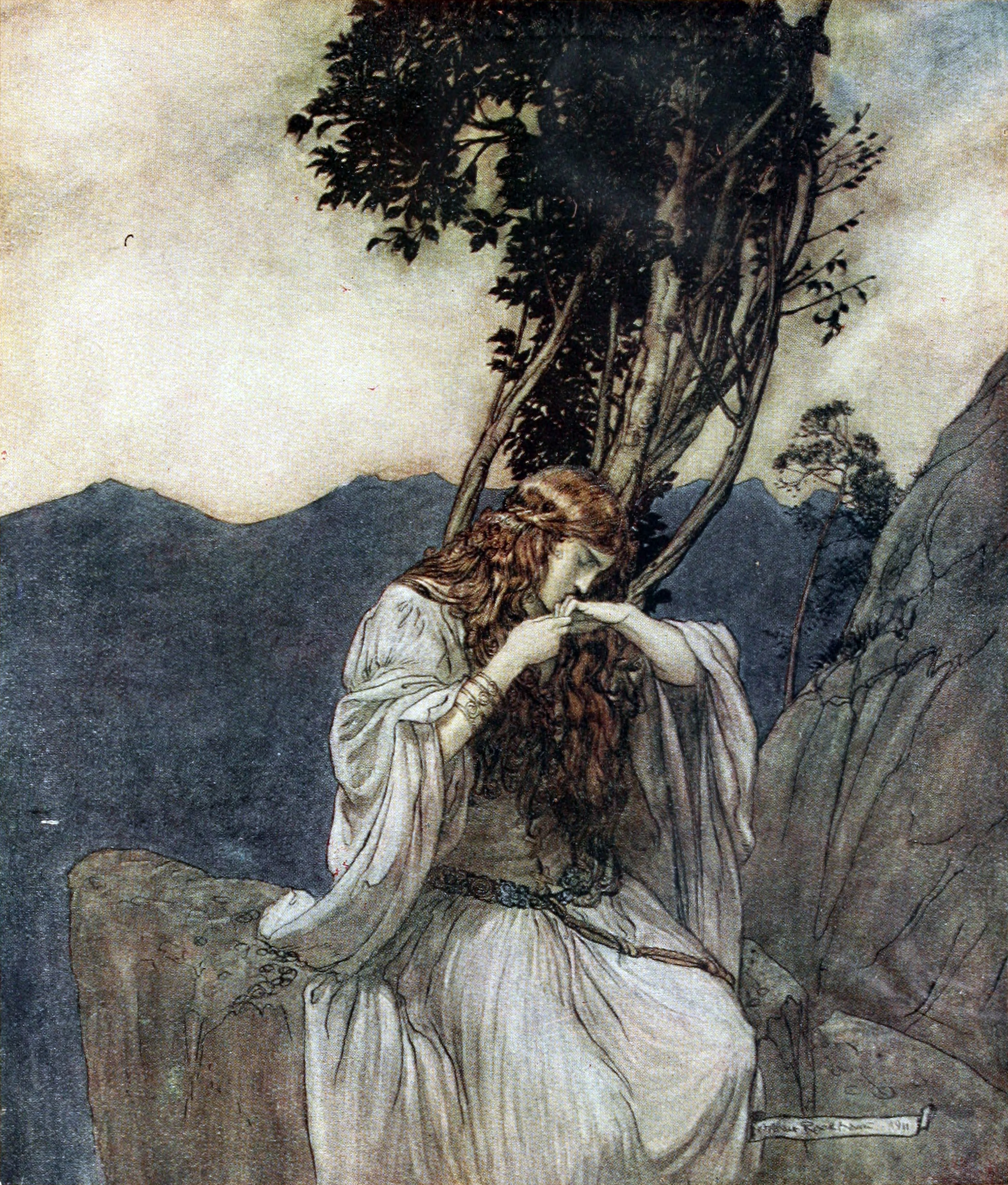
Brünnhilde kysser ringen som hon fick av Siegfried.
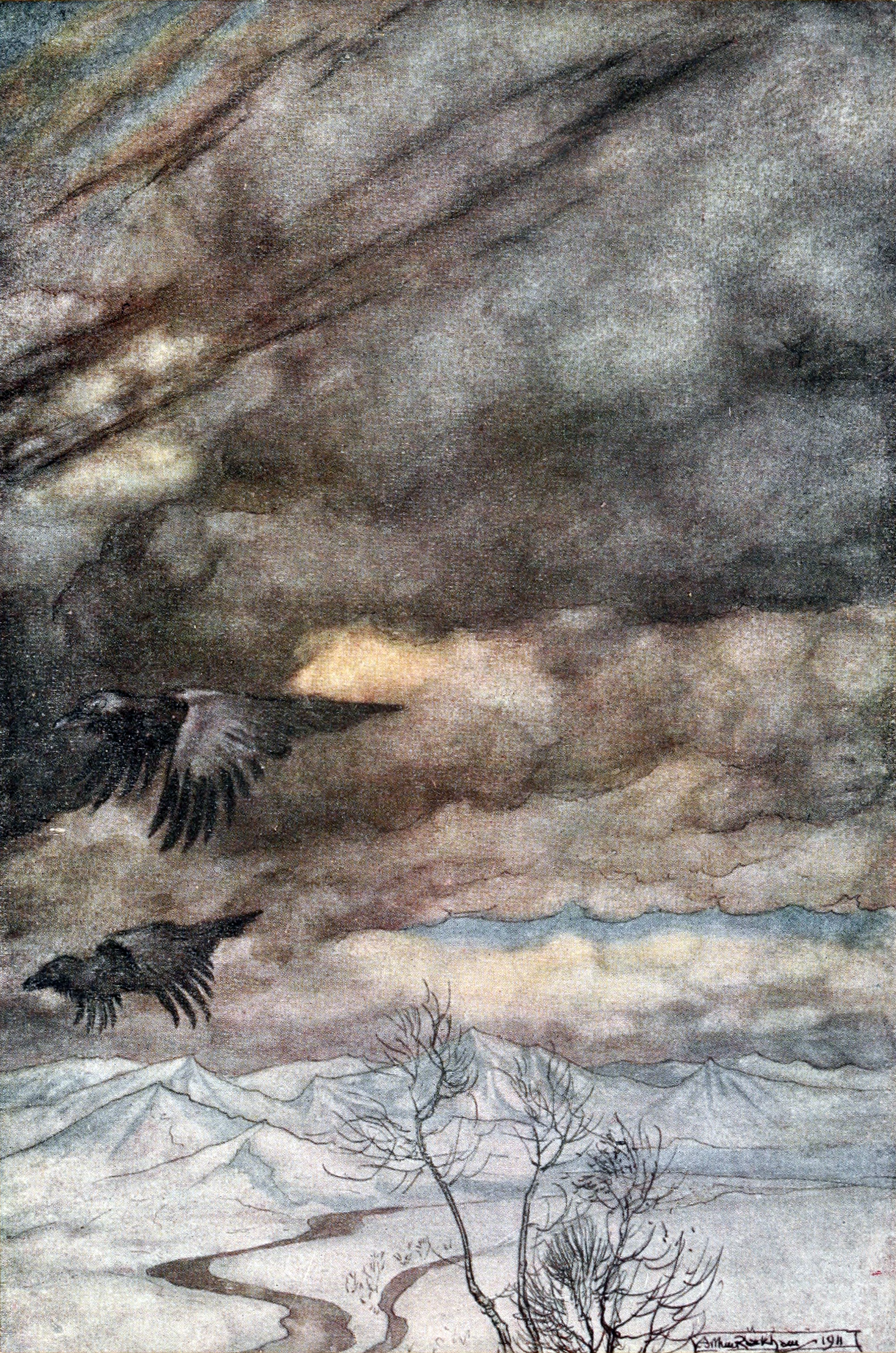
Wotans korpar förebådar Waltrautes besök.
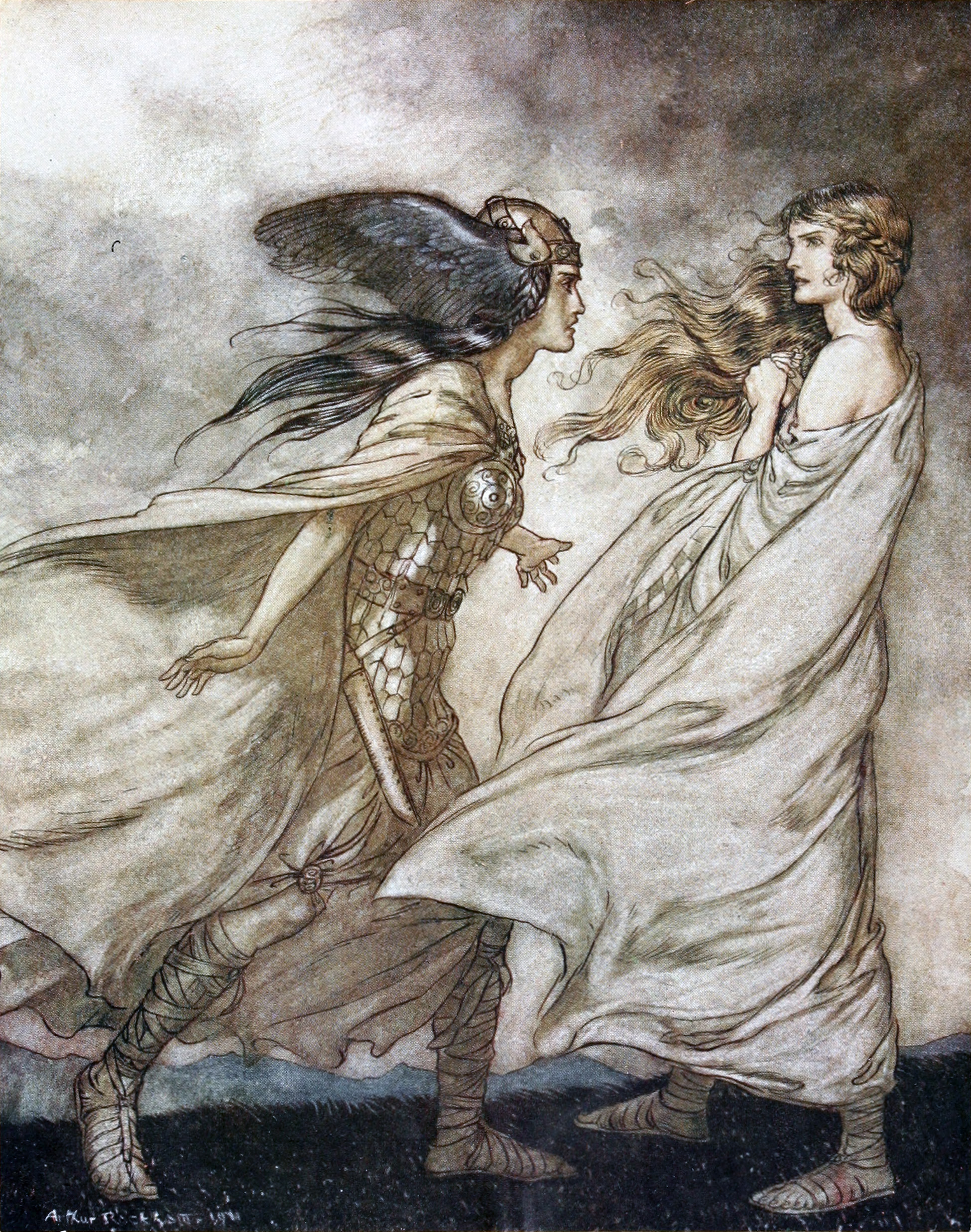
Waltraute försöker förgäves förmå Brünnhilde att ge upp ringen.

### Akt 2. Vid Rhen, utanför Gibichungarnas sal
Hagen sitter och vaktar vid Rhen. I ett sömnaktig tillstånd (öppna ögon men orörlig) besöks han i sömnen (eller i verkligheten?) av Alberich (”Schläfst du, Hagen, mein Sohn?”). Hans far Alberich, som avlat honom utan kärlek för att han ska hämnas honom och skaffa tillbaka Rhenguldet, befaller honom att aldrig låta ringen falla i Rhendöttrarnas händer igen eftersom han därigenom kommer att förlora makten för evigt, och Hagen svär. När morgonen gryr kommer Siegfried tillbaka. Han har överlämnat Brünnhilde till Gunther och tar av sig osynlighetshjälmen och berättar för Hagen att Gunther för hem Brünnhilde som brud. Hagen sammankallar sina män och ber dem förbereda dubbelbröllopet (”Hoiho" Hoihohoho! Ihr Gibichsmannen, machet euch auf!”). Brünnhilde hälsas med jubelrop men hon stirrar ned mot marken, nedtryckt av grämelse och sorg. Då hon ser Siegfried och Gutrune komma för att välkomna henne blir hon förskräckt. Hon känner igen ringen på Siegfrieds finger och förstår att det var han som hämtade henne på valkyrieklippan. Hon beskyller honom för att ha bedragit henne. Men Siegfried som inte minns något sedan han druckit trolldrycken vet inte vad hon menar (”Helle Wehr! Heilige Waffe! Hilf meinem ewigen Eide!”). Han svär vid Hagens spjut att allt vad hon sagt är lögn. Därefter går han in i hallen med sin brud. Då Brünnhilde anklagar Siegfried för mened utnyttjar Hagen situationen och erbjuder sig att dräpa Siegfried. Brünnhilde avslöjar för Hagen att Siegfried är osårbar utom i ryggen, och Hagen övertalar Gunther att vara med och döda Siegfried mot att han får ringen som ger honom oändlig makt (”Dir hilft kein Hirn, dir hilft keine Hand”). Av hänsyn till Gutrune ska de låtsas att Siegfried har dött i en jaktolycka. Då Gutrune och Siegfried kommer med sitt brudfölje sällar sig Gunther och Brünnhilde till dem (”Muß sein Tod sie betrüben, verhehlt sei ihr die Tat”). Hagen blir ensam kvar och gläder sig över att det äntligen ser ut som om han ska kunna hämnas sin far.

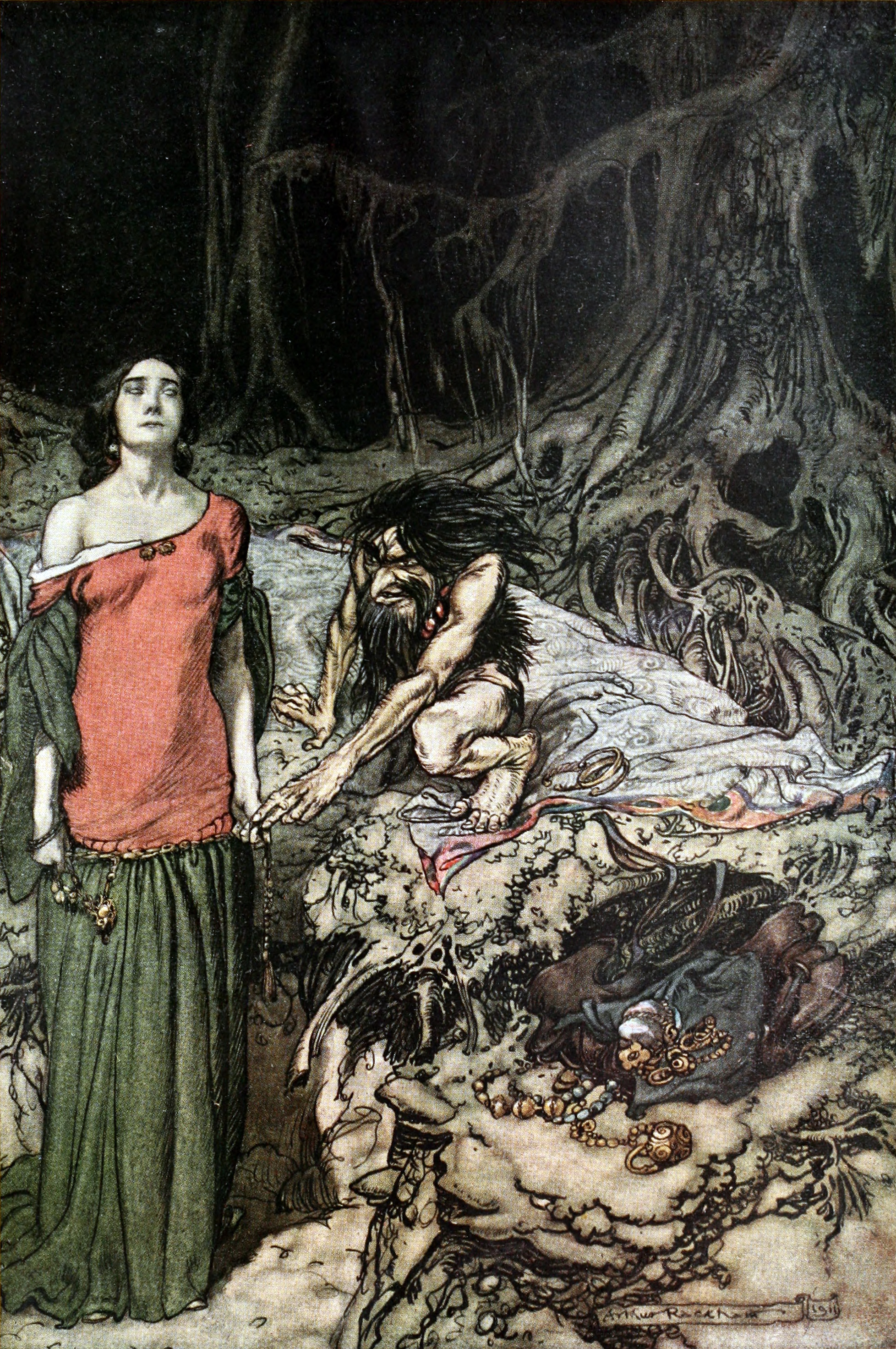
Med hjälp av pengar förmådde Alberich kvinnan Grimhilde att föda honom sonen Hagen.
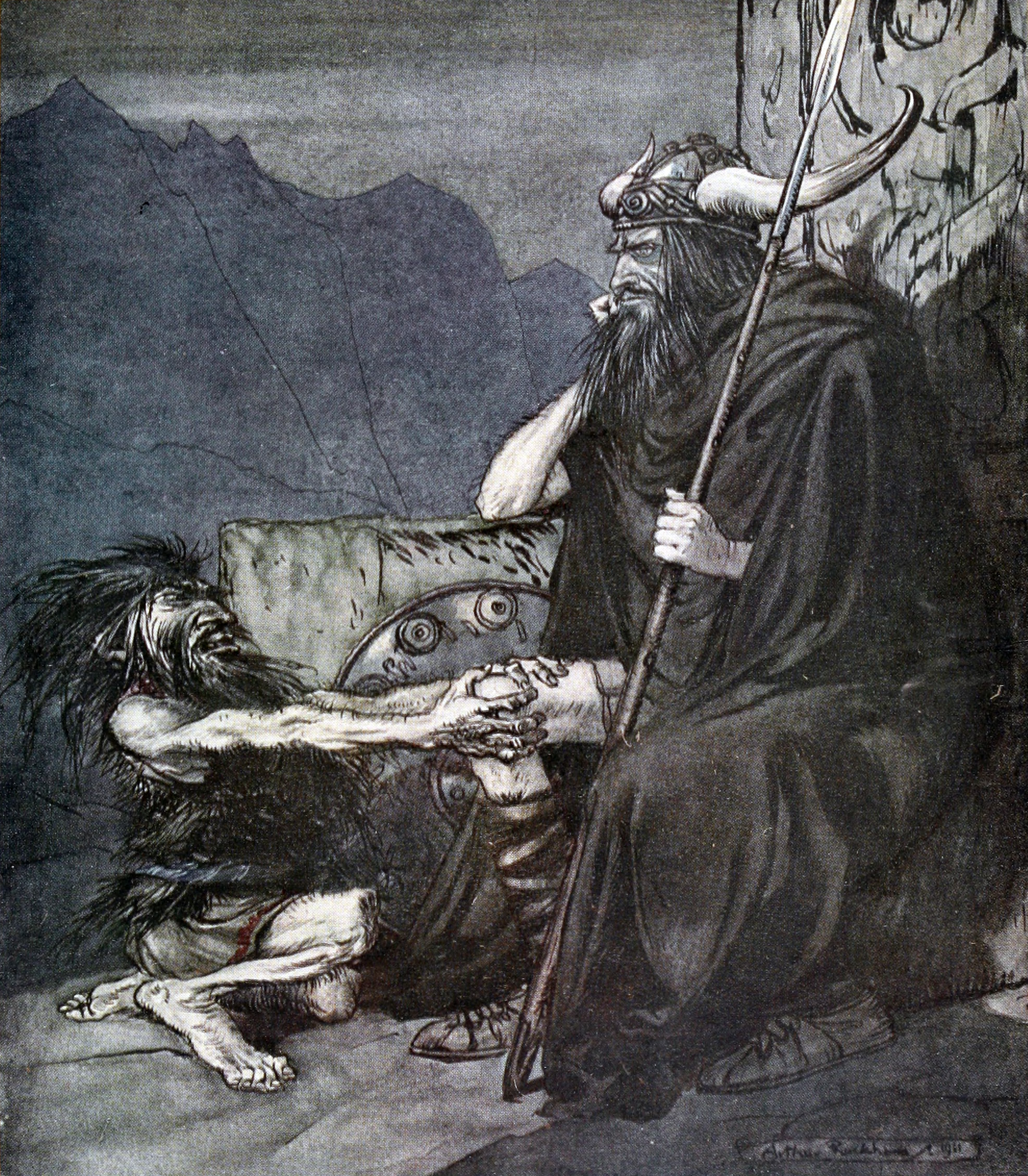
I drömlikt tillstånd uppenbarar sig Alberich för sonen Hagen.
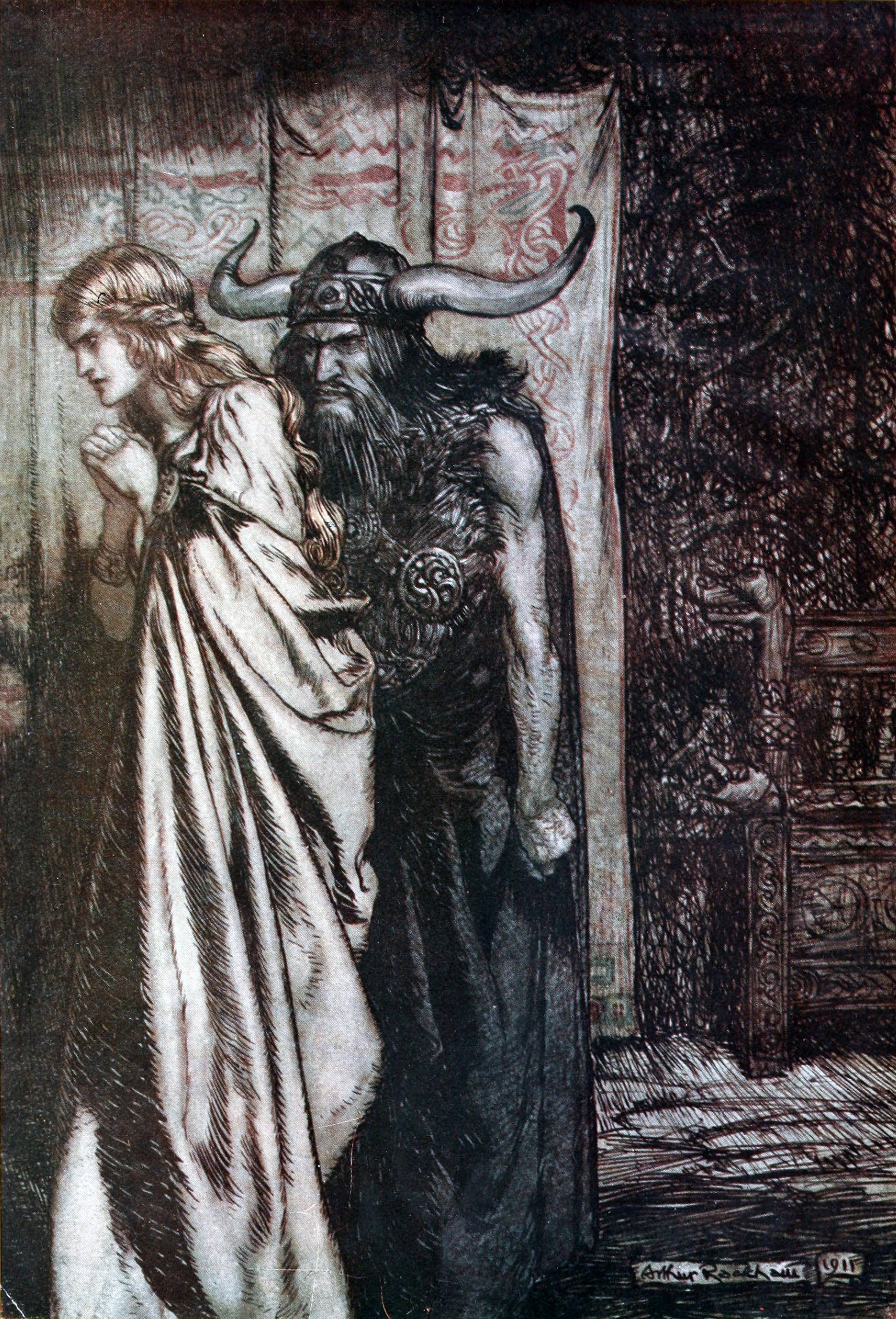
Med Brünnhildes hjälp ska Hagen dräpa Siegfried.

### Akt 3

#### Scen 1. Dalgång med klippor vid Rhen
Siegfried har blivit skild från sitt jaktsällskap och närmar sig Rhens stränder, där Rhendöttrarna klagar över det förlorade guldet (”Frau Sonne sendet lichte Strahlen”). De ber honom lämna tillbaka ringen till dem och berättar om dess förbannelse, men det gör honom bara trotsig för han känner ju ingen fruktan, och när de spår att han ska dö samma dag om han inte återlämnar ringen, skrattar han åt dem. Gunther och Hagen kommer ridande och rastar tillsammans med Siegfried. Hagen ger Siegfried en dryck som ger honom minnet åter, och han berättar allt som har hänt honom (”Mime hiess ein mürrischer Zwerg”). Siegfried berättar om Mime, skogsfågeln och hur han trängde igenom elden på valkyrieklippan och vann Brünnhilde. Gunther blir förtvivlad över vad han hör men Hagen pekar på två korpar som börjar väsnas med hesa skrik och frågar Siegfried om han vet vad det betyder. När Siegfried vänder sig om stöter Hagen sitt spjut i ryggen på honom. Siegfried försöker värja sig med skölden, men det är för sent. Gunther frågar skräckslagen Hagen vad han gjort (”Hagen, was tatest du?”) men han svarar att han bara har hämnats en mened. Döende sänder Siegfried en hälsning till Brünnhilde (”Brünnhilde, heilige Braut!”). Männen lägger hans kropp på en sköld och bär den högtidligt tillbaka till gibichungarnas sal (”Siegfrieds sorgmarsch”).

#### Scen 2. Utanför gibichungarnas borg
Gutrune väntar med längtan efter Siegfried som hon fattat kärlek till (”War das sein Horn?”). När liktåget kommer sjunker hon vanmäktigt ned vid båren. Hagen begär att få Siegfrieds ring, men eftersom Gunther vill värna om systerns arv, slår Hagen ihjäl honom. Han vill riva ringen av Siegfrieds finger, men viker förskräckt tillbaka när den döde lyfter handen. Brünnhilde närmar sig kroppen (”Schweigt eures Jammers jauchzenden Schwall”). Hon har fått veta allt av Rhendöttrarna och tar nu ringen av Siegfrieds hand för att återlämna den till dess rättmätiga ägare (”Starke Scheite schichtet mir dort”). Siegfrieds kropp läggs på ett bål och Brünnhilde kallar till sig Wotans korpar (”Fliegt heim, ihr Raben!”). De ska ge Loge besked om att sätta Valhall i brand. När bålet är tänt rider Brünnhilde in i lågorna på Grane för att söka döden hos sin älskade. Elden blossar upp våldsamt. Rhen svämmar över sina bräddar och i böljorna ses Rhendöttrarna, som triumferande håller upp ringen högt upp i luften. Hagen störtar i vattnet för att ta den från dem, men de drar honom med sig ned i djupet (”Zurück vom Ring!”). Ett rött sken breder ut sig vid horisonten. Valhall står i lågor. Ragnarök stundar och en ny värld randas.

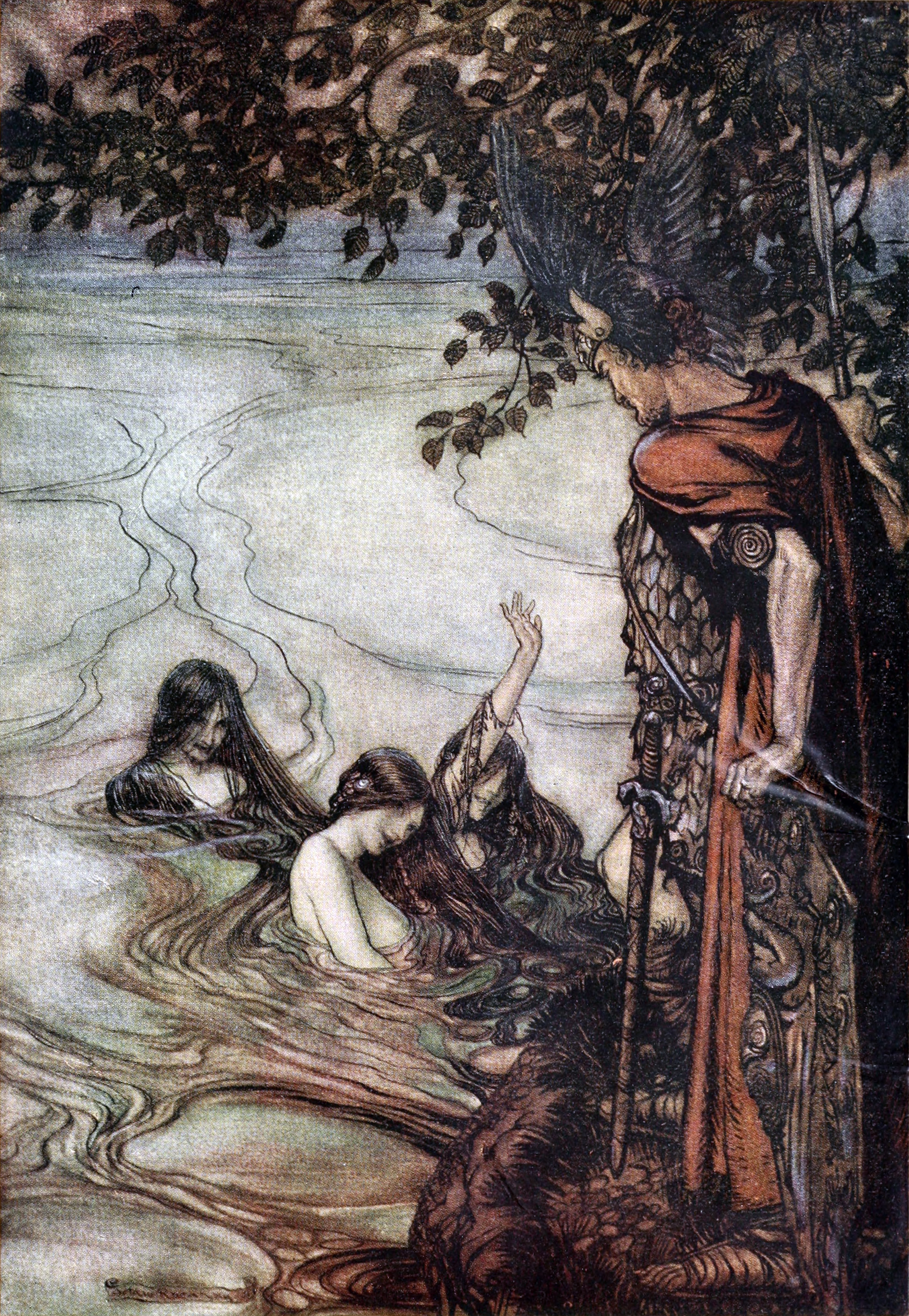
Rhendöttrarna försöker förmå Siegfried att lämna tillbaka ringen.
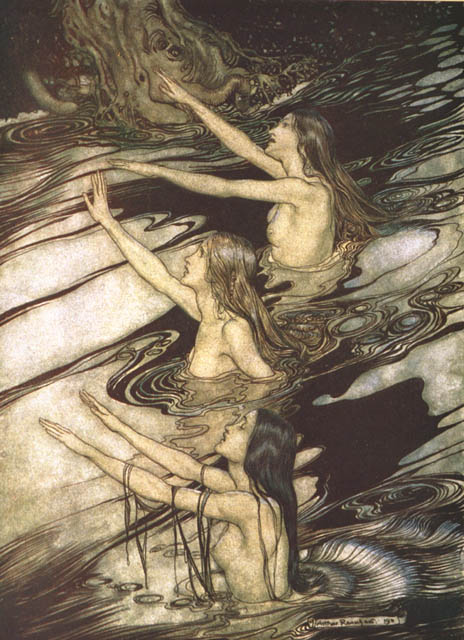
De varnar honom för ringens förbannelse.
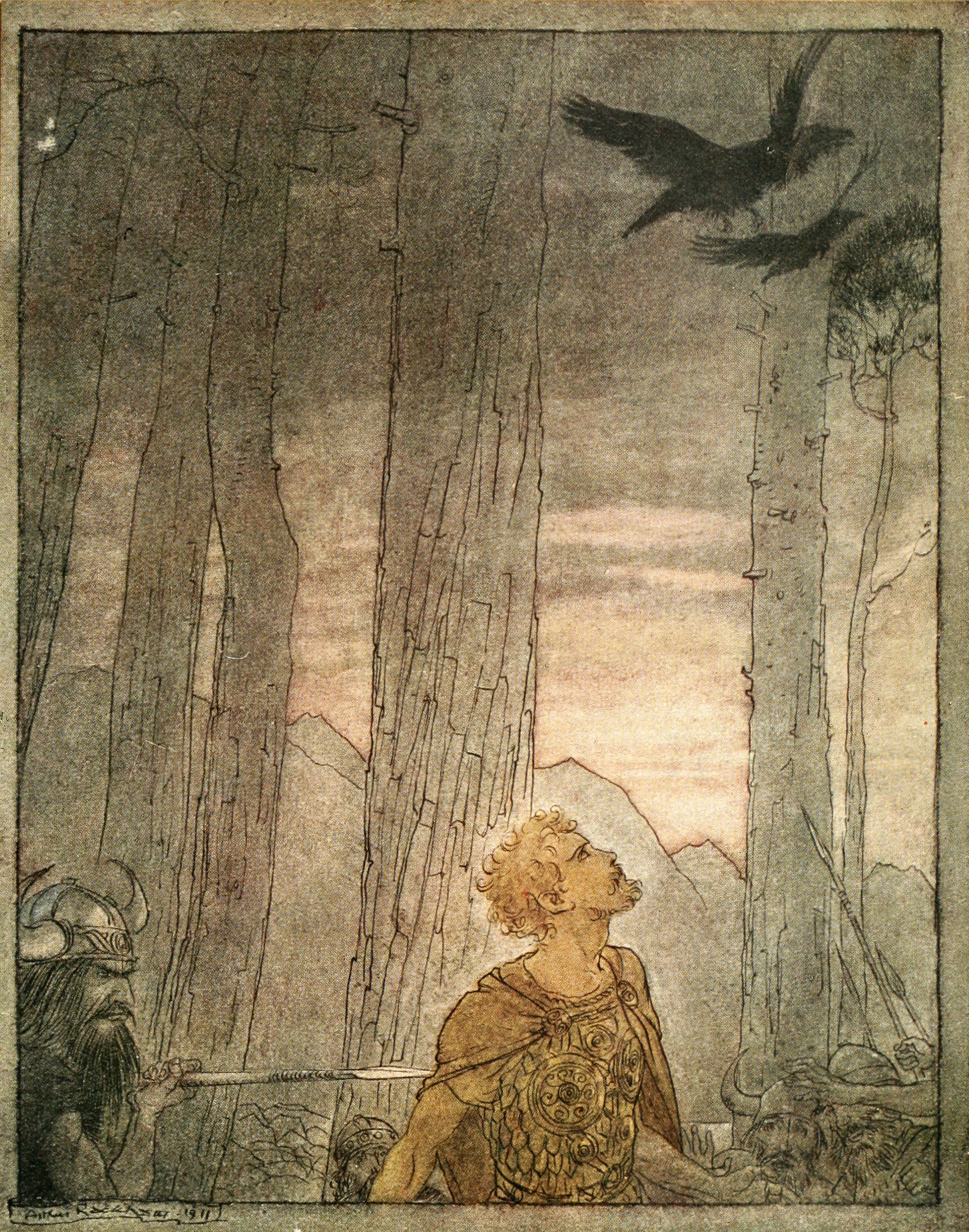
Medan Siegfried vänder sig om sticker Hagen sitt spjut i hans rygg.
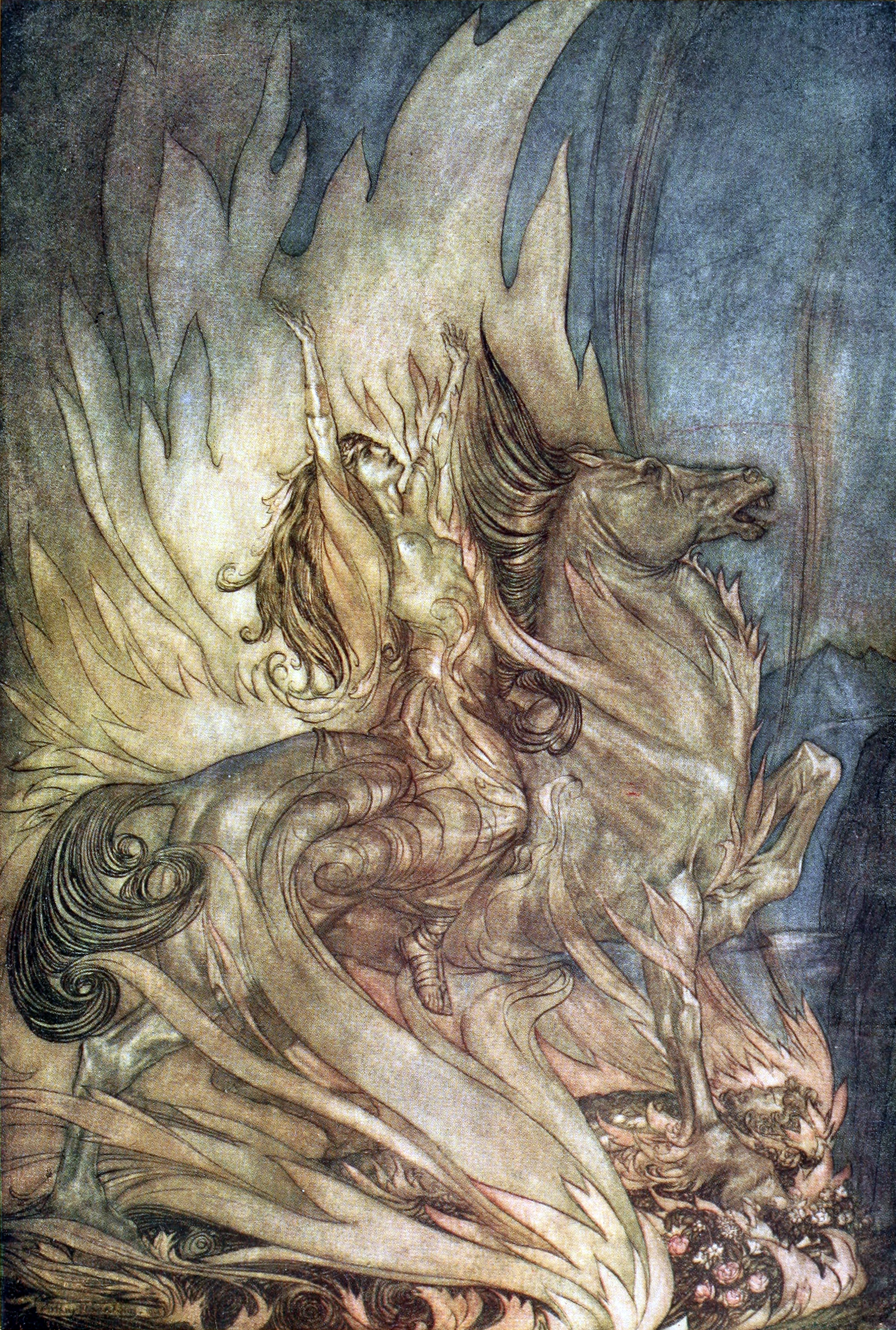
På hästen Grane rider Brünnhilde in i elden.
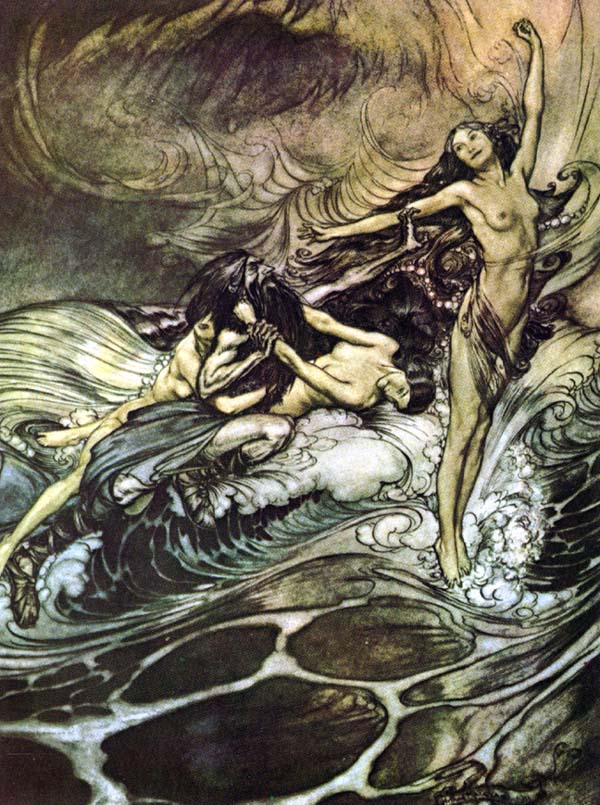
Hagen försöker förgäves få tag i ringen, men Rhendöttrarna drar ned honom i djupet.

## Analys
Robert A. Hall, Jr. har analyserat operan i termer av kulturell symbolik. Hermann Danuser har diskuterat dramaturgin i avslutningen av Ragnarök i kontexten av hela Ringcykeln. William Kinderman har utvärderat en storskalig förekomst av musikalisk rekapitulation i akt 3 av operan. Warren J. Darcy har redogjort för det potentiella inflytandet av Wagners förståelse av Arthur Schopenhauers filosofi på musiken i Ringen, särskilt i slutet av Ragnarök.
Historikern John Roberts föreslog att mordet på Siegfried av Hagen med ett hugg i ryggen inspirerade myten om att den tyska armén inte förlorade första världskriget, utan istället besegrades av ett förrädiskt "dolkstöt" från civila, särskilt judar och socialister.
Den tyske basen Kurt Moll påpekade att rollen som huvudskurken, Hagen, är unik i basrepertoaren, eftersom den kräver en skrikande, bullrig sångteknik som riskerar att skada sångarens röst. Bara mycket högljudda, kraftfulla sångare kan sjunga den. Moll själv undvek rollen.

## Musikaliska och dramatiska episoder i operan
- Förspelet
- Nornornas scen (”Welch’ Licht leuchtet dort”, prologen)
- Gryning och Brünnhildes sång (”Zu neuen Taten, teurer Held”, prologen)
- Siegfrieds Rhenfärd (prologen)
- Hagens vaktsång (”Hier sitz ich zur Wacht”, akt I, scen 2)
- Siegfrieds död (”Brünnhilde! Heilige Braut”, akt III, scen 2)
- Siegfrieds sorgmarsch (Akt III, scen 2)
- Brünnhildes slutsång (”Starke Scheite schichtet mir dort”, akt III, scen 3)

## Inspelningar (urval)
- 1936: Kör och orkester från Metropolitan Opera New York, Dirigent: Arthur Bodanzky; Solister: Marjorie Lawrence, Lauritz Melchior, Friedrich Schorr, Dorothy Manski, Ludwig Hofmann, Eduard Habich u. a. (Archipel)
- 1953: Orchestra Sinfonica e Coro della Radio Italiana, Dirigent: Wilhelm Furtwängler; Solister: Martha Mödl, Ludwig Suthaus, Alfred Poell, Sena Jurinac, Josef Greindl, Alois Pernerstorfer u. a. (EMI)
- 1953: Kör och orkester från Festspelen i Bayreuth, Dirigent: Clemens Krauss; Solister: Astrid Varnay, Wolfgang Windgassen, Hermann Uhde, Natalie Hinsch-Gröndahl, Josef Greindl, Gustav Neidlinger u. a. (Gala)
- 1955: Kör och orkester från Bayerska statsoperan, Dirigent: Hans Knappertsbusch; Solister: Birgit Nilsson, Bernd Aldenhoff, Hermann Uhde, Leonie Rysanek, Gottlob Frick, Otokar Kraus u. a. (Orfeo)
- 1964: Wienerfilharmonikerna, Wiener Staatsopernchor, Dirigent: Georg Solti; Solister: Birgit Nilsson, Wolfgang Windgassen, Dietrich Fischer-Dieskau, Claire Watson, Gottlob Frick, Gustav Neidlinger u. a. (Decca)
- 1966: Kör och orkester från Festspelen i Bayreuth, Dirigent: Karl Böhm; Solister: Birgit Nilsson, Wolfgang Windgassen, Thomas Stewart, Ludmila Dvořáková, Josef Greindl, Gustav Neidlinger u. a. (Philips)
- 2004: Teatro alla Scala i Milano. Med Lance Ryan (Siegfried), Iréne Theorin (Brünnhilde), Mikhail Petrenko (Hagen), Johannes Martin Kränzle (Alberich), Gerd Grochowski (Gunther), Waltraud Meier (Waltraute, 2. Norn), Anna Samuli (Gutrune, 3. Norn). Guy Cassiers (Inszenierung), Orchestra und Coro del Theatro alla Scala, Daniel Barenboim (Dirigent). Blu-ray Arthaus Musik 108093.[22]
- 2009: Överföring från Festspelen i Salzburg, Festival d’Aix-en-Provence. Med Ben Heppner (Siegfried), Katarina Dalayman (Brünnhilde), Mikhail Petrenko (Hagen), Dale Duesing (Alberich), Gerd Grochowski (Gunther), Anne Sofie von Otter (Waltraute), Maria Radner (1. Norn, Flosshilde), Lilli Paasikivi (2. Norn), Miranda Keys (3. Norn), Emma Vetter (Gutrune), Anna Siminska (Woglinde) und Eva Vogel (Wellgunde). Stéphane Braunschweig (Inszenierung und Bühnenbild), Thibault Vancraenenbroeck (Kostüme) und Marion Hewlett (Licht). Rundfunkchor Berlin, Berliner Philharmoniker, Sir Simon Rattle (Dirigent).[23][24]
- Götterdämmerung. Siegfried Jerusalem, Bodo Brinkmann, Waltraud Meier, Philip Kang. Orchester der Bayreuther Festspiele. Daniel Barenboim, dirigent.[25]